# День машиностроителя
День машиностроителя отмечается в России и Беларуси (отмечался в СССР) каждый год в последнее воскресенье сентября, на Украине отмечается в четвёртое воскресенье сентября.

## История
День машиностроителя отмечается в России на основании Указа Президиума Верховного Совета СССР от 15 августа 1966 г. N 139-VII ОБ УСТАНОВЛЕНИИ ЕЖЕГОДНОГО ПРАЗДНИКА "ДНЯ МАШИНОСТРОИТЕЛЯ". Этот профессиональный праздник отмечают рабочие и инженеры машиностроительной отрасли.
В списке почетных званий России есть звание «Заслуженный машиностроитель Российской Федерации».